# Rhinotragus sulphureus
Rhinotragus sulphureus är en skalbaggsart som beskrevs av Giesbert 1991. Rhinotragus sulphureus ingår i släktet Rhinotragus och familjen långhorningar.
Artens utbredningsområde är Panama. Inga underarter finns listade i Catalogue of Life.